# Qian Songyan
Qian Songyan ou Ch'ien Sung-Yen ou Ts'ien Song-Yen (錢松岩) est un peintre de scènes et paysages animés traditionnel,   chinois des XIXe et XXe siècles, né le 11 septembre 1899, originaire de Wuxi (ville de la province du Jiangsu), mort le 4 septembre 1985.

## Biographie
Dès l'âge de neuf ans, Qian Songyan commence à apprendre les techniques traditionnelles de la peinture chinoise. Il devient maître-assistant à l'Académie de peinture chinoise de la province du Jiangsu; membre de l'Union littéraire de Wuxi.

Il acquiert très vite une habileté certaine, particulièrement dans la représentation de scènes de la vie quotidienne.

Après la révolution, il traduit avec talent, et tout en restant dans un registre traditionnel, les nouvelles conditions de vie de sa région natale, bien connue pour la beauté de ses paysages, mais devenue aussi un important site industriel. C'est ainsi que, dans une de ses Vue du Lac Furong, Qian mêle avec bonheur ces deux aspects, l'activité des bateaux chargés de fret sur une belle étendue d'eau, tandis que la fumée des cheminées d'usines s'estompe à l'arrière-plan pour devenir une brume qui masque les montagnes.